# 구현준
구현준(1993년 12월 13일 ~ )은 대한민국의 축구 선수이며 포지션은 풀백이다. 현재 전남 드래곤즈에서 활약하고 있다.

## 축구인 경력

### 선수 경력
부산 아이파크의 유소년 팀인 동래고등학교를 거쳐 2012 시즌을 앞두고 부산에 우선지명되어 프로 무대에 입성하였다.
2020시즌을 앞두고 K4리그의 시흥 시민축구단으로 임대 이적했다.
2021시즌 전에 부산 아이파크로 복귀하였다.